# Шаткус, Бенас
Бенас Шаткус (лит. Benas Šatkus; 1 апреля 2001, Клайпеда, Литва) — литовский футболист, защитник юношеской команды немецкого клуба «Оснабрюк» и сборной Литвы.

## Биография

### Клубная карьера
На взрослом уровне дебютировал в составе клуба первой литовской лиги «Банга», в составе которого провёл 3 игры в 2016-17 годах. Летом 2017 года присоединился к юношеской команде немецкого «Нюрнберга».

### Карьера в сборной
С 2016 года выступал за различные юношеские сборные Литвы. В сентябре 2019 года дебютировал за молодёжную сборную. 17 ноября того же года дебютировал за взрослую сборную Литвы в товарищеском матче против Новой Зеландии, в котором вышел на замену на первой добавленной минуте вместо Паулюса Голубицкаса. Таким образом Шаткус стал первым игроком сборной Литвы, родившимся в XXI веке.